# ماريكا ايتو
ماريكا ايتو (باليابانية: 伊藤万理華؛ بالكانا: いとう まりか) هي عارضة وممثلة يابانية، ولدت في 20 فبراير 1996 في كاناغاوا في اليابان.

## الأعمال

### التمثيل الصوتي
| السنة | العنوان | الدور |
| ----- | ------- | ----- |
| 2025  | كوكون   | سان   |

## وصلات خارجية
- الموقع الرسمي